# ジョン・ウィック:パラベラム
『ジョン・ウィック:パラベラム』（原題: John Wick: Chapter 3 - Parabellum）は、2019年5月に公開されたアメリカ合衆国のアクションスリラー映画。題名の「パラベラム」は「戦争の準備」の意、『ジョン・ウィック』シリーズの第三作。前2作同様R15+指定。監督は引き続きチャド・スタエルスキ。主演も引き続きキアヌ・リーヴス。共演はハル・ベリー、ローレンス・フィッシュバーン、マーク・ダカスコス、エイジア・ケイト・ディロン、ランス・レディック、アンジェリカ・ヒューストン、イアン・マクシェーンなど。
日本版のポスター等で使われたキャッチコピーは「世界はお前を許さない」。題名はラテン語の古い格言「平和を望むなら戦に備えよ」を踏まえている。
続編『ジョン・ウィック:コンセクエンス』が2023年に公開された。

## ストーリー
物語は前作直後のニューヨークを舞台に展開する。不殺の掟が定められたコンチネンタル・ホテル内で、主席連合のメンバーであるサンティーノを殺害したジョン・ウィックには、その掟を破ったことによりコンチネンタルから追放され、1400万ドルの懸賞金を懸けられる。しかし、支配人であり旧友でもあるウィンストンの配慮により、逃走のための1時間の猶予が与えられ、その暗殺の開始まで刻一刻と時間が迫っていた。
どこにいても暗殺者だらけのニューヨークから脱出を図ろうとするジョンは、まず公共図書館に隠していた十字架、誓印のメダル、そして金貨を回収しに向かう。しかし、追放時刻前にもかかわらず、手柄を焦った旧知の暗殺者アーネストに襲撃される。
アーネストを返り討ちにするものの負傷したジョンは、顔なじみの医師ドクに治療を依頼する。しかし治療途中で時間切れとなり、次々にニューヨーク中の暗殺者たちから狙われる身となる。ジョンは骨董品店や馬屋での攻防、さらに馬での逃走を繰り返しながら敵を次々と返り討ちにしていく。
やがて、かつて暗殺者として育てられた犯罪組織「ルスカ・ロマ」のボスであるディレクターに「チケット」として十字架を提示し、これまで目をかけてきたジョンの窮地に渋々救いの手を差し伸べる。ジョンは彼女の組織の伝手を頼り、モロッコのカサブランカへ向かう。
一方、ウィンストンと前作でジョンを助けたバワリー・キングのもとに、主席連合から派遣された「裁定人」が現れる。彼女はジョンを支援したウィンストンとキングの行動を問題視し、1週間の猶予の間に両名に退任を命じる。裁定人は日本を拠点とする独立暗殺者ゼロを新たな手駒として雇い、ディレクターのアジトを襲撃して、彼女にも主席連合への再度の忠誠を誓わせる。
また、要求を拒絶したキングの部下たちも次々にゼロ達により殺され、キング本人はジョンに与えた7発の銃弾に因み、ゼロの脇差によって体中を7回斬られる。
ジョンはコンチネンタル・モロッコの支配人であり、かつて誓印の借りがある旧友のソフィアに会いに行く。ジョンの目的は、主席連合のさらに上位に位置する首長に会い、掟を破ったことに対する許しを請うことであった。その首長の居場所を知るとされるソフィアのかつての上司ベラーダに接触しようとする。ソフィアはベラーダへの仲介を依頼されるが、ジョンを批判しつつもしぶしぶ協力を約束する。
ジョンとソフィアはベラーダとの会談で、「首長は自ら探すものではなく、砂漠を彷徨い続けた末に運良く首長に見つかるものだ」と告げられる。ベラーダはソフィアに再度の忠誠の証として愛犬を引き渡すよう要求するが拒否。愛犬を拳銃で撃ち、弾丸はボディアーマーに阻まれたものの、衝撃で苦しむ愛犬の様子に激怒したソフィアは、ベラーダとその部下たちを襲撃し、ジョンも加勢して死地を脱する。
砂漠の途中まで見送ったソフィアに別れを告げたジョンは、ベラーダの言葉に従い砂漠を歩き続けるが、途中で力尽きて倒れてしまう。しかし、その姿を首長の部下に発見され、首長と対面することに成功する。首長から「なぜ死を選ばないのか」と問われたジョンは、妻との思い出を守るために生きると答える。
首長は今後、主席連合に忠実に仕えるならば暗殺命令を撤回すると約束し、その条件として大事な旧友であるウィンストンの殺害を命じる。ジョンは左手の薬指を切り落とし、亡き妻との思い出の象徴である結婚指輪を首長に差し出すことで再び奉仕を誓い、ニューヨークへと向かう。
ニューヨークに到着したジョンは、早速ゼロとその弟子たちの襲撃を受けるが、弟子たちを返り討ちにし、辛くもコンチネンタル・ホテルの前にたどり着く。二人はシャロンによってホテル内に迎え入れられ、不殺の掟によりジョンに手を出せなくなったゼロは、これまでの態度を改め、ジョンに対する強い敬意と憧れを持っていたことを打ち明けるが、ジョンからは冷たくあしらわれてしまう。
その後、ウィンストンがジョンと再会し、自身はコンチネンタルの支配人を退任するつもりはなく、主席連合の下僕になるべきではないと諭す。そこへ裁定人が現れ、二人の意志を確認する。ウィンストンは退任を拒否し、ジョンもウィンストンの殺害を拒絶する。それを受けて裁定人は、ホテルの聖域指定を解除し、ホテル内での不殺の掟が無効となる。
全身最新の防弾装備を身にまとった主席連合の強襲部隊がホテル内に突入する。ジョンはTTI2011コンバットマスターなどの新装備を受け取り、ホテルスタッフのシャロンと共に応戦するが、防弾装備により、強化された9mmメジャー弾でも苦戦を強いられる。一度、武器庫に戻り、ショットガンと徹甲弾に切り替え、シャロンとともに特殊部隊を返り討ちにしていく。その後、敬意を示しつつ襲撃してくるゼロと弟子たちと対峙し、銃器を用いず武術による死闘が繰り広げられ、ジョンは弟子たちを退け、最終的にゼロを刺殺する。
襲撃部隊とゼロらが全滅した後、裁定人はウィンストンに協議を求める。ウィンストンは自身の権力維持を認めるよう要求し、裁定人は今回の反抗をホテルの権威を示す行動であったと好意的に解釈する。改めて主席連合に忠誠を誓ったウィンストンだが、この決定にはジョンの所在が含まれていないことを裁定人から指摘されると、即座にジョンに向けて拳銃の銃弾を浴びる。防弾スーツで防ぎながら屋上から転落するジョンの姿を見て、裁定人はウィンストンの地位を保証し、ホテルを再び聖域に指定する。しかし裁定人が去ろうとした際、路地にあるはずのジョンの死体が消えていることに気づく。
実はウィンストンはジョンを本気で葬ろうとはせず、一芝居打って致命傷を避け、彼を逃がしていたのであった。同様にゼロに斬られながらも生き延びており、生存していたバワリー・キングの側近にジョンは密かに救助され、下水道に設けられたアジトで待っていたキングは、怒りをにじませながらジョンに主席連合への反逆の意思を問う。ジョンは満身創痍の状態で短く「ああ」と答え、主席連合に対する巻き返しを誓う。

## 登場人物・キャスト

### 主人公
ジョン・ウィック
演 - キアヌ・リーヴス、日本語吹替 - 森川智之
伝説の殺し屋。前作『チャプター2』にて掟を破り、コンチネンタル・ホテル内でサンティーノ・ダントニオを殺したことで追放処分となり、1400万ドルの懸賞金をかけられる。

### 主席連合
ゼロ
演 - マーク・ダカスコス、日本語吹替 - 三宅健太
裁定人の命令を受け、弟子集団を率いてジョン・ウィックを追い詰める暗殺者。実はジョンの熱心なファンで、コンチネンタル・ホテルの中でわざわざジョンの隣に座ろうとした。カタコトの日本語を操る。
普段はニューヨークで寿司屋を営んでおり、そこで猫を飼っている。
裁定人
演 - エイジア・ケイト・ディロン、日本語吹替 - 松井茜
主席連合のメンバー。裏社会の掟を破り秩序を乱す者（ジョン・ウィックとその協力者）へ冷徹に処分を下す。
ディレクター
演 - アンジェリカ・ヒューストン、日本語吹替 - 萩尾みどり
主席連合の支配下にある組織「ルスカ・ロマ」の首領。ジョンの育ての親。
彼女との会話の中で、「ジョン・ウィック」の本名や過去が明らかになる。
首長
演 - サイード・タグマウイ、日本語吹替 - 多田野曜平
主席連合の首長。モロッコを拠点にしている。自分に会うため砂漠で倒れていたジョンを助けた後、彼が左手の薬指を切り落とし、妻との結婚指輪を差し出したことで忠誠を認める。
ベラーダ
演 - ジェローム・フリン、日本語吹替 - 白熊寛嗣
主席連合の一員で、「血の誓印」の鋳造所管理人。ジョンとソフィアが会談に訪れた際に、会談に応じた見返りとしてソフィアの愛犬を一匹差し出すよう要求するが、それを断られて犬を銃撃したため、返り討ちにされる。
シノビ No.1、No.２
演 - セセプ・アリフ・ラーマン、ヤヤン・ルヒアン、日本語吹替 - なし（原語音声）
シラットの達人の殺し屋。ゼロの弟子にして部下であり、寿司職人としても働いている。彼らもジョンのファンである。
オペレーター
演 - マーガレット・デイリー、日本語吹替 - 竹内絢子
主席連合に仕える「管理部」のオペレーター。
管理人
演 - ロビン・ロード・テイラー、日本語吹替 - 菊池康弘
主席連合に仕える「管理部」の責任者。
バレリーナ
演 - ユニティー・フェラン
ディレクターが運営する舞踊家・暗殺者の養成学校の生徒。

### コンチネンタル
ウィンストン・スコット
演 - イアン・マクシェーン、日本語吹替 - 安原義人
「コンチネンタル・ホテル・ニューヨーク」の支配人。掟に従いジョンを追放処分としたが、主席連合の一員となったサンティーノ殺しをホテル内で止められなかったことや、その場で処分を行わずに1時間の猶予を与え逃がしたことで、裁定人から退任を迫られる。
ソフィア
演 - ハル・ベリー、日本語吹替 - 本田貴子
「コンチネンタル・ホテル・モロッコ」の支配人で元殺し屋。かつて自分の娘が関わる事件においてジョンと血の誓印を結び、娘を無事に逃してもらい助けられた過去を持つ。
シャロン
演 - ランス・レディック、日本語吹替 - 堀内賢雄
「コンチネンタル・ホテル・ニューヨーク」のコンシェルジュ。ジョンに強い敬意を払っている。ホテルが聖域解除処分を受けた後、みずから銃を手に襲撃部隊を迎えうった。

### 地下犯罪情報組織
バワリー・キング
演 - ローレンス・フィッシュバーン、日本語吹替 - 玄田哲章
地下犯罪情報組織の王。普段はホームレスのふりをして活動している。実はジョンとは面識があり、下っ端時代に殺されかけるも見逃してもらったという過去を持つ。サンティーノ殺しの手助けをしたとして、裁定人から退任を迫られるがこれを拒否し、ゼロから7度斬りつけられる。しかし辛うじて生存し、下水道に新たなアジトを構え、ウィンストンに銃撃されたジョンを助け、主席連合への叛意を明らかにする。
アール
演 - トビアス・シーガル、日本語吹替 - 小林親弘
ホームレスに扮したバワリー・キングの手下の一人。
チクタク男
演 - ジェイソン・マンツォーカス、日本語吹替 - こばたけまさふみ
ホームレスに扮したバワリー・キングの手下の一人で金の腕時計を巻いている。追放処分間際のジョンを見て茶化すような発言をする。

### 暗殺者
ドク
演 - ランドール・ダク・キム、日本語吹替 - 根本泰彦
ジョンと顔馴染みの闇医者。傷を負ったジョンに追放時刻ぎりぎりまで処置を施した。追放時刻後に飲み薬の場所を口頭で教え、自らすすんで彼を助けたことが明るみに出ないようにするため、別れ際にジョンに自分を拳銃で二発撃つように求める。
アーネスト
演 - ボバン・マリヤノヴィッチ、日本語吹替 - 拝真之介
2mを超えた巨体を持つ暗殺者。追放処分が有効になる前に、図書館でジョンに襲いかかる。

## 用語
ルスカ・ロマ（Ruska Roma）
ニューヨークの劇場に拠点を持つベラルーシ系の犯罪組織。「ディレクター」と呼ばれる女ボスが率いる。男女の子供を引き取り、武術や隠密術など様々な技術を教え込み暗殺者に育てる。劇中では女子に対してはバレエを教える形で描写されている。主席連合の協力組織だが実態としては影響下にあり、コンチネンタルの在り方に近い。ジョンの古巣であり、彼を一流の暗殺者に育てた。
名前のルスカ・ロマとはロシアのロマ人（ジプシー）を意味し、本来の意味はベラルーシに住むロマの共同体を指す。

## 製作
2016年10月、チャド・スタエルスキは『ジョン・ウィック』シリーズの3作目の製作を発表した。さらに、スタエルスキが前2作に続き、3作目でも監督を務めることを発表した。2017年6月、前2作の脚本を担当したデレク・コルスタットも、3作目で脚本を務めることが分かった。2018年1月、真田広之がキャストに加わった（しかし、別作品撮影中の怪我により出演には至らず、代役として日系人のマーク・ダカスコスがキャスティングされた）。その後、イアン・マクシェーン、ローレンス・フィッシュバーン、ランス・レディックら、前作、前々作に出演したキャストがカムバックすることが分かった。2018年5月、ハル・ベリー、アンジェリカ・ヒューストン、エイジア・ケイト・ディロン、マーク・ダカスコス、ジェイソン・マンツォーカス、ヤヤン・ルヒアン、タイガー・フー・チェンらがキャストに加わった。2018年7月、キアヌ・リーヴスはTwitterにて、本作のタイトルが『John Wick 3: Parabellum』に決定したことを明かした。
追加のVRのシークエンスは、サム・マカロニが撮影した。

### 撮影
主要な撮影は2018年5月にニューヨークとモントリオールで開始した。ロシアとスペインでも撮影された。

## 公開
本作はアメリカ合衆国で2019年5月17日に、ライオンズゲートの配給で公開される。